# Craig Robinson
Craig Phillip Robinson (født 25. oktober i 1971) er en amerikansk skuespiller og stand-up komiker. Han er bedst kendt for sine roller i The Office som Darryl Philbin og i filmene Pineapple Express, Zack and Miri Make a Porno, Brooklyn Nine Nine som Doug "The Pontiac Bandit" Judy og Hot Tub Time Machine.
Robinson blev født i Chicago. Han har optrådt i spillefilm og tv-programmer. Forud for en karriere i showbusiness, var Robinson en musiklærer på Horace Mann Elementary School i Chicago, Illinois. Han gik i high school på Whitney M. Young Magnet High School. Han modtog sin bachelor-grad fra Illinois State University, og sin master uddannelser fra Saint Xavier University.
Robinson blev arresteret den 29. juni 2008 i Culver City, anklaget for besiddelse af metamfetamin og ecstasy under en rutinemæssig trafikprop. På det tidspunkt, var Robinson allerede på prøveløsladelse som følge af en spirituskørsel hændelse i 2006. Han erkendte sig skyldig i en optælling af besiddelse af et kontrolleret stof, og enedes om at tage narkotika uddannelseskurser.